# Імре Коста
Імре Коста (угор. Koszta Imre, нар. 8 травня 1905  — пом. ?) — угорський футболіст, що грав на позиції нападника. 

## Кар'єра
Розпочинав кар'єру в клубі «Ексересек», що виступав в другому дивізіоні ліги Будапешту. В 1925 - 1927 роках виступав у Італії в командах «Валензана» і «Алессандрія». 
Наприкінці сезону 1926/27 приєднався до команди «Ференцварош». В чемпіонаті у тому сезоні жодного матчу не зіграв, виступаючи переважно в товариських матчах. Крім того, Коста вийшов на поле в матчі 1/2 фіналу Кубка Угорщини проти «Будаї 33» (4:1), тому може вважатися володарем цього трофею. В наступному сезоні 1927/28 Коста також грав переважно в товариських поєдинках. Єдиним офіційним матчем гравця у тому сезоні став фінал Кубка Угорщини проти клубу «Аттіла». Влітку-восени 1928 року Коста почав більш регулярно грати у складі «Ференцвароша». Він зіграв у семи поєдинках чемпіонату, а також у 5 матчах Кубка Мітропи, турніру для найсильніших клубів Центральної Європи. «Ференцварош» став переможцем цих престижних змагань, здолавши у фіналі, за безпосередньої участі Імре, австрійський Рапід (7:1, 3:5). В весняній частині того сезону Коста знову випав з основного складу команди. Загалом у складі «Ференцвароша» він зіграв 46 матчів і забив 8 м'ячів, щоправда, лише 14 поєдинків (і 1 гол) із них були офіційними. 
Першість 1929/30 Імре провів у команді «Уйпешт». Гравцем основи не був, але спромігся здобути два трофеї. Зокрема, став чемпіоном Угорщини 1930 року, відігравши 3 поєдинки того сезону. А трохи раніше знову здобув Кубок Мітропи, зігравши за нову команду в матчах 1/4 фіналу проти чехословацької «Спарти» (6:1, 0:2). Таким чином, Коста став першим футболістом, що двічі вигравав Кубок Мітропи і єдиним, хто робив це у складі двох різних команд. 
Після «Уйпешту» Коста пограв у вищому угорському дивізіоні у складах команд «Баштя» (Сегед) і «Вашаш». Подальшій кар'єрі гравця перешкоджали травми, через які в 1934 році він хотів покінчити життя самогубством. 

## Титули і досягнення
- Володар Кубка Мітропи: 1928 («Ференцварош»), 1929 («Уйпешт»)
- Чемпіон Угорщини: 1929–30 («Уйпешт»)
- Володар Кубка Угорщини: 1927, 1928 («Ференцварош»)